# سربرنکو رپچیچ
سربرنکو رپچیچ (بوسنیایی: Srebrenko Repčić؛ زادهٔ ۱ دسامبر ۱۹۵۴) بازیکن و مربی سابق فوتبال اهل بوسنی و هرزگوین است که در پست هافبک تهاجمی بازی می‌کرد.
از باشگاه‌هایی که در آن بازی کرده‌است می‌توان به باشگاه فوتبال ستاره سرخ بلگراد، باشگاه فوتبال گنگام، باشگاه فوتبال سارایوو، باشگاه فوتبال فنرباغچه، و باشگاه فوتبال استاندارد لیژ اشاره کرد.
وی همچنین در تیم ملی فوتبال یوگسلاوی بازی کرده‌است.